# بیدستر بزرگ
بیدستر بزرگ (نام علمی: Castoroides) نام یک سرده از تیره بیدستران است.

## اندازه
طول متوسط آنها حدود ۱٫۹ متر (۶٫۲ فوت) بود، ولی آنها می‌توانستند تا ۲٫۲ متر (۷٫۲ فوت) نیز رشد کنند. جرم آنها از ۹۰ کیلوگرم (۱۹۸ پوند) تا ۱۲۵ کیلوگرم (۲۷۶ پوند) متفاوت بود. این ویژگی‌ها آن را بزرگترین جونده شناخته شده در شمال آمریکا و بزرگترین بیدستر شناخته شده می‌سازد.
پاهای عقبی بیدستر بزرگ بلندتر از انواع مدرن آن است. همچنین دم آنها نیز بلندتر ولی لاغرتر است.
ساختار جمجمه این جانور نشان می‌دهد که احتمالاً در فعالیت‌های زیر آب شرکت داشته‌است.
دندان‌های بیدسترهای کنونی برای کندن چوب مناسب است، در حالی که دندان بیدستر بزرگ بزرگتر و گسترده‌تر بوده، و طول آن به حدود ۱۵ سانتی‌متر می‌رسد این دندان در برش چوب، مؤثر نیست؛ بنابراین احتمالاً بیدستر بزرگ توانایی ساخت سدها را نداشتند.

## انواع
1. بیدستر بزرگ leiseyorum (بقایای آن فقط در فلوریدا موجود است)
2. بیدستر بزرگ ohioensis یا همان بیدستر بزرگ nebrascensis (بقایای آن در سراسر ایالات متحده آمریکا و کانادا یافت می‌شود)